# Drôle de grenier !
Pour les articles homonymes, voir Toys in the Attic.
Pour plus de détails, voir Fiche technique et Distribution.
Drôle de grenier ! (Na půdě aneb Kdo má dneska narozeniny?) est un film tchèque réalisé par Jiří Barta, sorti en 2009.
Le film fait l'objet d'une exposition Le Grenier animé de Jiří Barta présenté à Angers en 2015 à l'occasion du festival Premiers Plans. 

## Synopsis
De courageux jouets, tout droit sortis d'une valise oubliée dans un grenier, partent pour un voyage rempli de dangers et de surprises à la recherche de leur amie Madeleine, capturée par la Tête, chef de l'Empire du mal.
Les auteurs de cette histoire redonnent vie aux objets les plus désuets, relégués dans un grenier poussiéreux, en leur « bricolant » une nouvelle apparence et en les animant.

## Fiche technique
- Titre original : Na půdě aneb Kdo má dneska narozeniny?
- Titre français : Drôle de grenier !
- Réalisation : Jiří Barta
- Scénario : Jiří Barta et Edgar Dutka
- Musique : Michal Pavlícek
- Pays d'origine : République tchèque
- Format : Couleurs - 35 mm - 1,85:1 - Dolby
- Genre : animation
- Durée : 74 minutes
- Date de sortie : 2009